# Джонуа, Чичико Михайлович
Чичико́ Миха́йлович (Маха́зович) Джо́нуа (Джо́пуа) (абх. Џьонуа (Џьапыуа) Ҷыҷықәа Махаз-иҧа; (27 апреля [10 мая] 1915, с. Члоу, Сухумский округ, Кутаисская губерния — 25 октября 1975, Сухуми) — советский и абхазский поэт, прозаик.

## Биография
В 1941—1945 годах — на фронте. В одном из боёв на территории Украины был тяжело ранен и контужен.

В 1952 году вступил в КПСС.
Работал в редакциях абхазских газет и журналов, был главным редактором журнала «Алашара».
Скончался 25 октября 1975 года, похоронен в Пантеоне писателей и общественных деятелей Абхазии.

### Семья
- Отец — Махаз Даутович Джопуа.
- Мать — Анна Хабаджовна Инапшба.
- Братья — Володий, Авдений (Шамиль), Джавдет, Георгий (Джоба).
- Сестры — Лекор, Гуиа, Щия.
- Жена — Цабу Киут.
- Дети — Фатима Чичиковна Джонуа.

## Творчество
Печататься начал в 1936 году. Основные темы его произведений — социалистические преобразования в Абхазии, созидательный труд и духовный рост её людей, осуждение пережитков старины, дружба народов СССР.
Перу Чичико Джонуа принадлежат слова известных в Абхазии песен: «Моя Абхазия», «Песня виночерпия» и др.
Переводил на абхазский язык произведения русских поэтов, в частности, стихотворения М. Ю. Лермонтова «Бородино» и «Беглец».

### Избранные публикации
На абхазском языке
- Ашә ҭ қ уа ртә ыла. — Аҟ уа, 1950.
- Ажә еинраалақ уеи апоемақ уеи. — Aҟ ya, 1957.
- Ахра шкуакуа. — Aҟ ya, 1961.

На русском языке
- Абхазские рассказы. — М., 1962.
- Баллада о солдате: Рассказ / Пер. с абхаз. Р. Петрозашвили // Советская Абхазия. — Сухуми, 1962.
- В краю богатырей: [Стихи] / Пер. Ал. Ревича // Советская Абхазия. — Сухуми, 1961.
- Ключевой родник: Рассказы и повести. — Сухуми: Алашара, 1989. — 371 с.
- Мои песни: Стихи, поэмы. — Сухуми: Алашара, 1987. — 281 с.
- По вечерам; деревце; Поэзия, любовь моя: [Стихи] / Пер. С. Ревич // Советская Абхазия. — Сухуми, 1961.
- Напутствие делегату: [Стихи] / Пер. с абхаз. Ф. Искандер // Советская Абхазия. — Сухуми, 1961.
- Стихи и поэмы: [Перевод]. — Тбилиси: Мерани, 1985. — 147 с.
- Стихи / Пер. с абхаз. Н. Хлебникова // Рица. — 1986. — № 2. — С. 18—20.
- У подножья горы / Авториз. пер. с абхаз. А. Ревича. — М.: Сов. писатель, 1961. — 79 с. — 1300 экз.
- Человек с тростью: Новелла // Советская Абхазия. — Сухуми, 1961.
- Чичико Джонуа: [Стихи]. — Сухуми: Алашара, 1985. — 27 с.
- Эхо: Стихи и переводы. — Сухуми: Алашара, 1982. — 137 с.
- Я и цветы: Стихи и поэма. — Сухуми: Алашара, 1979. — 195 с.

В сборниках
- Абхазская и грузинская любовная поэзия. 2009[6]